# 빅터 모지스
빅터 모지스(영어: Victor Moses, 1990년 12월 12일 ~ )는 나이지리아의 축구 선수로 현재 잉글랜드 EFL 챔피언십의 루턴 타운에서 미드필더 겸 수비수로 활약하고 있다.

## 대회 성적

### 클럽
첼시 FC
- 잉글랜드 프리미어리그 : 우승 (2016-17), 3위 (2012-13)
- 잉글랜드 FA컵 : 우승 (2017-18), 준우승 (2016-17), 4강 (2012-13)
- EFL컵 : 4강 (2012-13, 2017-18)
- UEFA 유로파리그 : 우승 (2012-13, 2018-19)
- FIFA 클럽 월드컵 : 준우승 (2012)
- UEFA 슈퍼컵 : 준우승 (2012)
- FA 커뮤니티 실드 : 준우승 (2015, 2017, 2018)

 리버풀 FC
- 잉글랜드 프리미어리그 : 준우승 (2013-14)

 인테르 밀란
- 세리에 A : 준우승 (2019-20)
- 코파 이탈리아 : 4강 (2019-20)
- UEFA 유로파리그 : 준우승 (2019-20)

 스파르타크 모스크바
- 러시아 프리미어리그 : 준우승 (2020-21), 3위 (2022-23)
- 러시아 컵 : 우승 (2021-22)

### 국가대표팀
잉글랜드 U-17
- UEFA 유러피언 U-17 챔피언십 : 준우승 (2007)

 나이지리아
- 아프리카 네이션스컵 : 우승 (2013)

### 개인 수상
- PFA 팬 선정 프리미어리그 이달의 선수 : 2016년 11월
- 아프리카 네이션스컵 토너먼트 팀 : 2013
- 아프리카 네이션스컵 페어플레이어상 : 2013
- UEFA U-17 축구 선수권 대회 득점상 : 2007 (3골 / 공동 수상)
- EFL 이달의 영플레이어상 : 2009년 8월